# Herrarnas C-1 1000 meter i kanotsport vid olympiska sommarspelen 2008
Herrarnas C-1 1000 meter vid olympiska sommarspelen 2008 hölls på Shunyi Olympic Rowing-Canoeing Park i Peking. 

## Medaljörer
| Gren            | Guld                | Silver            | Brons              |
| C-1, 1000 meter | Attila Vajda Ungern | David Cal Spanien | Thomas Hall Kanada |

## Resultat

### Heat

#### Heat 1
| Placering | Kanotist                 | Land       | Tid      | Noteringar |
| --------- | ------------------------ | ---------- | -------- | ---------- |
| 1         | Attila Vajda             | Ungern     | 3:55.319 | QF         |
| 2         | Florin Georgian Mironcic | Rumänien   | 3:57.538 | QS         |
| 3         | Marcin Grzybowski        | Polen      | 4:02.010 | QS         |
| 4         | Miķelis Ežmalis          | Lettland   | 4:13.777 | QS         |
| 5         | Torsten Lachmann         | Australien | 4:15.188 | QS         |
| 6         | Everardo Cristóbal       | Mexiko     | 4:15.280 | QS         |
| 7         | Fortunato Luis Pacavira  | Angola     | 4:39.538 | QS         |
| 8         | Sean Pangelinan          | Guam       | 4:49.284 |            |

#### Heat 2
| Placering | Kanotist             | Land       | Tid      | Noteringar |
| --------- | -------------------- | ---------- | -------- | ---------- |
| 1         | Vadim Menkov         | Uzbekistan | 3:56.793 | QF         |
| 2         | Mathieu Goubel       | Frankrike  | 3:56.972 | QS         |
| 3         | Marián Ostrčil       | Slovakien  | 4:00.191 | QS         |
| 4         | Aliaksandr Zjukouski | Belarus    | 4:01.380 | QS         |
| 5         | Viktor Melantiev     | Ryssland   | 4:03.316 | QS         |
| 6         | Nivalter Santos      | Brasilien  | 4:17.407 | QS         |
| 7         | Michail Jemeljanov   | Kazakstan  | 4:19.259 | QS         |

#### Heat 3
| Placering | Kanotist             | Land      | Tid      | Noteringar |
| --------- | -------------------- | --------- | -------- | ---------- |
| 1         | David Cal            | Spanien   | 3:58.756 | QF         |
| 2         | Andreas Dittmer      | Tyskland  | 4:00.505 | QS         |
| 3         | Aldo Pruna Díaz      | Kuba      | 4:02.351 | QS         |
| 4         | Thomas Hall          | Kanada    | 4:05.198 | QS         |
| 5         | Andreas Kiligkaridis | Grekland  | 4:18.488 | QS         |
| 6         | Jurij Tjeban         | Ukraina   | 4:23.188 | QS         |
| 7         | Calvin Mokoto        | Sydafrika | 4:33.887 | QS         |

### Semifinaler

#### Semifinal 1
| Placering | Kanotist                 | Land      | Tid      | Noteringar |
| --------- | ------------------------ | --------- | -------- | ---------- |
| 1         | Thomas Hall              | Kanada    | 3:58.820 | QF         |
| 2         | Florin Georgian Mironcic | Rumänien  | 3:59.664 | QF         |
| 3         | Aldo Pruna Díaz          | Kuba      | 4:01.745 | QF         |
| 4         | Viktor Melantiev         | Ryssland  | 4:02.854 |            |
| 5         | Marián Ostrčil           | Slovakien | 4:03.696 |            |
| 6         | Everardo Cristóbal       | Mexiko    | 4:04.267 |            |
| 7         | Jurij Tjeban             | Ukraina   | 4:06.095 |            |
| 8         | Michail Jemeljanov       | Kazakstan | 4:16.813 |            |
| 9         | Miķelis Ežmalis          | Lettland  | 4:16.820 |            |

#### Semifinal 2
| Placering | Kanotist                | Land       | Tid      | Noteringar |
| --------- | ----------------------- | ---------- | -------- | ---------- |
| 1         | Mathieu Goubel          | Frankrike  | 3:57.607 | QF         |
| 2         | Andreas Dittmer         | Tyskland   | 3:58.595 | QF         |
| 3         | Aliaksandr Zjukouski    | Belarus    | 3:58.851 | QF         |
| 4         | Marcin Grzybowski       | Polen      | 4:00.226 |            |
| 5         | Andreas Kiligkaridis    | Grekland   | 4:04.627 |            |
| 6         | Torsten Lachmann        | Australien | 4:09.792 |            |
| 7         | Nivalter Santos         | Brasilien  | 4:12.556 |            |
| 8         | Calvin Mokoto           | Sydafrika  | 4:26.650 |            |
| 9         | Fortunato Luis Pacavira | Angola     | 4:40.697 |            |

### Final
| Placering | Kanotist                 | Land       | Tid      | Noteringar |
| --------- | ------------------------ | ---------- | -------- | ---------- |
| 1         | Attila Vajda             | Ungern     | 3:50.467 |            |
| 2         | David Cal                | Spanien    | 3:52.751 |            |
| 3         | Thomas Hall              | Kanada     | 3:53.653 |            |
| 4         | Vadim Menkov             | Uzbekistan | 3:54.237 |            |
| 5         | Aliaksandr Zjukouski     | Belarus    | 3:55.645 |            |
| 6         | Florin Georgian Mironcic | Rumänien   | 3:57.876 |            |
| 7         | Mathieu Goubel           | Frankrike  | 3:57.889 |            |
| 8         | Andreas Dittmer          | Tyskland   | 3:57.894 |            |
| 9         | Aldo Pruna Díaz          | Kuba       | 3:59.087 |            |